# Magengera, Jevargi
Magengera là một làng thuộc tehsil Jevargi, huyện Gulbarga, bang Karnataka, Ấn Độ.